# Saalfeld
Saalfeld/Saale är en stad i det tyska förbundslandet Thüringen och huvudort i länet Saalfeld-Rudolstadt. Tillsammans med städerna Rudolstadt och Bad Blankenburg bildar Saalfeld ett större industriområde. Feengrotten är grottor med flera droppstensformationer, i vilka det även bedrivits gruvdrift.
Kommunerna Reichmannsdorf och Schmiedefeld uppgick i Saalfeld/Saale den 1 januari 2019.

## Geografi
Saalfeld genomflytes av floden Saale som har gett samhället sitt namn. Sydväst om staden finns bergsområdet Thüringer Schiefergebirge med toppar upp till 500 meter över havet. I regionen finns flera dammbyggnader, till exempel Bleilochtalsperre med 215 miljoner m³ vattenvolym och Hohenwartetalsperre med 182 miljoner m³.
Stadens historiska del ligger på västra sidan av Saale och på östra sidan finns järnvägsstationen, industriområden och en nybyggd stadsdel.

## Historia
I staden finns ruiner efter det gamla slottet Sorbenburg (aktuellt namn Hohe Schwarm), vilket sannolikt uppfördes under Karl den store till skydd mot sorberna. Realgymnasium 1640 belägrades Saalfeld av Johan Banér. 
Åren 1680-1764 var Saalfeld residensstad i hertigdömena Sachsen-Saalfeld och Sachsen-Coburg-Saalfeld.
Vid Saalfeld utkämpades 10 oktober 1806 den första striden under Napoleon I:s krig med Preussen, varvid en preussisk häravdelning under prins Ludvig Ferdinand av Preussen besegrades av franska kåren Lannes; prinsen stupade.
Vid de ernestinska hertigdömenas omorganisering 1826 tillföll Saalfeld hertigdömet Sachsen-Meiningen. Efter tyska revolutionen 1918 upplöstes den tyska monarkierna och orten blev en del av Land Thüringen.